# ドラウグ
ドラウグ（古ノルド語: draugr、アイスランド語: draugur、フェロー語: dreygur、デンマーク語、スウェーデン語、ノルウェー語: draug）は、スカンディナヴィアのサガや民話に登場するアンデッド（死霊）を指す言葉である。中世文学に登場する似たような存在であるハウグブイ（haugbúi）やアプトルガンガ（aptrganga）についても、ドラウグに含めて説明されることがある。
ドラウグは自らの墓に住まい、副葬品として共に塚に収められた宝物を守っている。彼らは死霊だが、形や実体のない幽霊というよりは、肉体を持つ動く死体である。